# The Secret Circle
The Secret Circle är en amerikansk TV-serie från 2011 baserad på bokserien med samma namn av författaren L. J. Smith. Den visas i Sverige på TV11.[när?]

## Handling
Cassie är en sextonårig tjej som har flyttat ifrån Kalifornien till sin mormor efter att det skett en olycka med Cassies mamma. Cassie kommer då till en liten stad där hennes mormor bor. Men när hon studerar vid gymnasiet där, inser hon att Cassie själv och 5  andra elever på skolan är häxor och bunden till en viss hemlig cirkel.

## Skådespelarna
- Britt Robertson - Cassie Blake
- Thomas Dekker - Adam Conant
- Phoebe Tonkin -  Faye Chamberlain
- Shelley Hennig - Diana Meade
- Jessica Parker Kennedy - Melissa Glaser
- Chris Zylka - Jake Armstrong
- Gale Harold - Charles Meade
- Natasha Henstridge - Dawn Chamberlain
- Chris Zylka - Jake Armstrong